# Carrier Sense Multiple Access with Collision Detection
A Carrier Sense Multiple Access with Collision Detection (CSMA/CD, Vivő érzékeléses többszörös hozzáférés, ütközés detektálással) az informatikában egy kommunikációs protokoll, melyben az adni kívánó eszköz ellenőrzi, hogy a csatornán ad-e már valaki (azaz hallható-e egy vivőjel). Ha az eszköz adott ideig nem érzékel vivőt, elkezd adni. Ha két eszköz egyszerre ad, ütközés következik be, melyet minden adó érzékel. Ütközés esetén a kábelben megnő a jel amplitúdója, melyet minden a hálózathoz kapcsolt eszköz érzékel, akik véletlen ideig várnak (az időtartamot csonkolt bináris exponenciális visszatartással határozzák meg), mielőtt újra próbálkoznának az adással.
A CSMA/CD a CSMA (Carrier Sense Multiple Access) protokoll kiterjesztése az ütközésvizsgálattal. Az ütközés érzékelésének módja a vivő közegtől függ. Elektromos vezetékeknél általában úgy történik, hogy az adó veszi a saját jelét, és az adott és a vett jel összehasonlításával ellenőrzi, nem változott-e meg útközben.
A CSMA/CD az IEEE 802.3 specifikációjában szerepel. Az OSI modell szerint a második, adatkapcsolati rétegbe tartozik.
A protokoll legelterjedtebb megvalósítása az Ethernet.
Alaphelyzetben csend van a hálózaton, minden gép figyel. Ha valamelyiknek adni valója van, belehallgat a hálózatba. Ha csend van, megkezdi az adást. Ha a hálózat foglalt, akkor vár, amíg felszabadul. Ha azonos időpillanatban több gép kezdeményezne adást, akkor ütközés következik be. Ilyenkor mindkettő felfüggeszti a kezdeményezést és véletlenszerű idő után kezdi újra.

## Lásd még
- Carrier Sense Multiple Access with Collision Avoidance (CSMA/CA)